# Символы бытия (роман)
«Остаться в живых. Книга 3. Символы бытия» (англ. Lost: Signs Of Life) — роман 2006 года американского писателя Фрэнка Томпсона, третий в серии произведений, написанных по мотивам сериала «Остаться в живых».

## Сюжет
Джефф Хэдли — художник, рисующий портреты обнажённых женщин. Чаще всего, Джефф располагал своих героинь на картине в самых необычных местах, к примеру, на вершине «гриба» от ядерного взрыва. Он сближается со студенткой Айми Теннат после того, как нанимает её позировать для него, когда читал лекции в университете Лондона. Они начинают встречаться, но вскоре Джефф получает предложение работы в одном из университетов Шотландии. Он разбивает Айви сердце, уехав навстречу новой жизни. В Шотландии он живёт в прекрасной студии, и сразу же встречает новый любовный интерес — свою лучшую студентку по имени Саванна. Лишь после года отношений, они привлекают к себе внимание руководителей университета. Джефф использует возможность уйти от разбирательств на ближайшее время и отправляется читать лекции в Австралии. Он вновь разбивает сердце молодой красавицы и уезжает. Пробыв около 8 месяцев на «Зелёном континенте», Джефф решает отправиться в Лос-Анджелес…
На острове мужчина находит неожиданное вдохновение для создания шедевров и даже обустраивает свою маленькую студию. Однако его творения становятся куда более мрачными и зловещими, так как за вдохновением Джефф обращается к ночным кошмаром, мучающим его: он видит пугающие образы, тёмные силуэты и слышит таинственные голоса. Между тем, Джефф дружит с Хёрли, и принимает участие в охоте на кабана вместе с Чарли, Майклом и Локом. Во время охоты, Джефф встречает монстра.

## Интересные факты
- Согласно книге самолёт разбился в 2006 году. Главный герой получил письмо в 2002 году, в котором ему предлагалось место на 3 года. Он принимает предложение, и действие переносится в 2005 год. Затем он отправляется в Австралию через 6 месяцев (2006 года) и оказывается на борту рейса 815, направляющегося в Лос-Анджелес. Хотя в финальном эпизоде 2 сезона под названием «Live Together, Die Alone, Part 1» говорится, что авария произошла 22 сентября 2004 года.
- В книге 23 главы на 173 страницах.
- В книге Джеффа Хэдли называют Ником, Ричардом и Джеком.
- В романе упоминаются следующие персонажи сериала — Сойер, Джек, Сун, Майкл, Лок, Кейт, Уолт и Хёрли.
- На чехле указано имя Ник Хэдли, хотя персонажа зовут Джефф Хэдли. Во французском издании — в отличие от испанского — это было исправлено.

## Российское издание
В России роман был опубликован в 2006 году издательским домом «Амфора» в переводе Валерия Шубинского.